# Susan Rigvava-Dumas

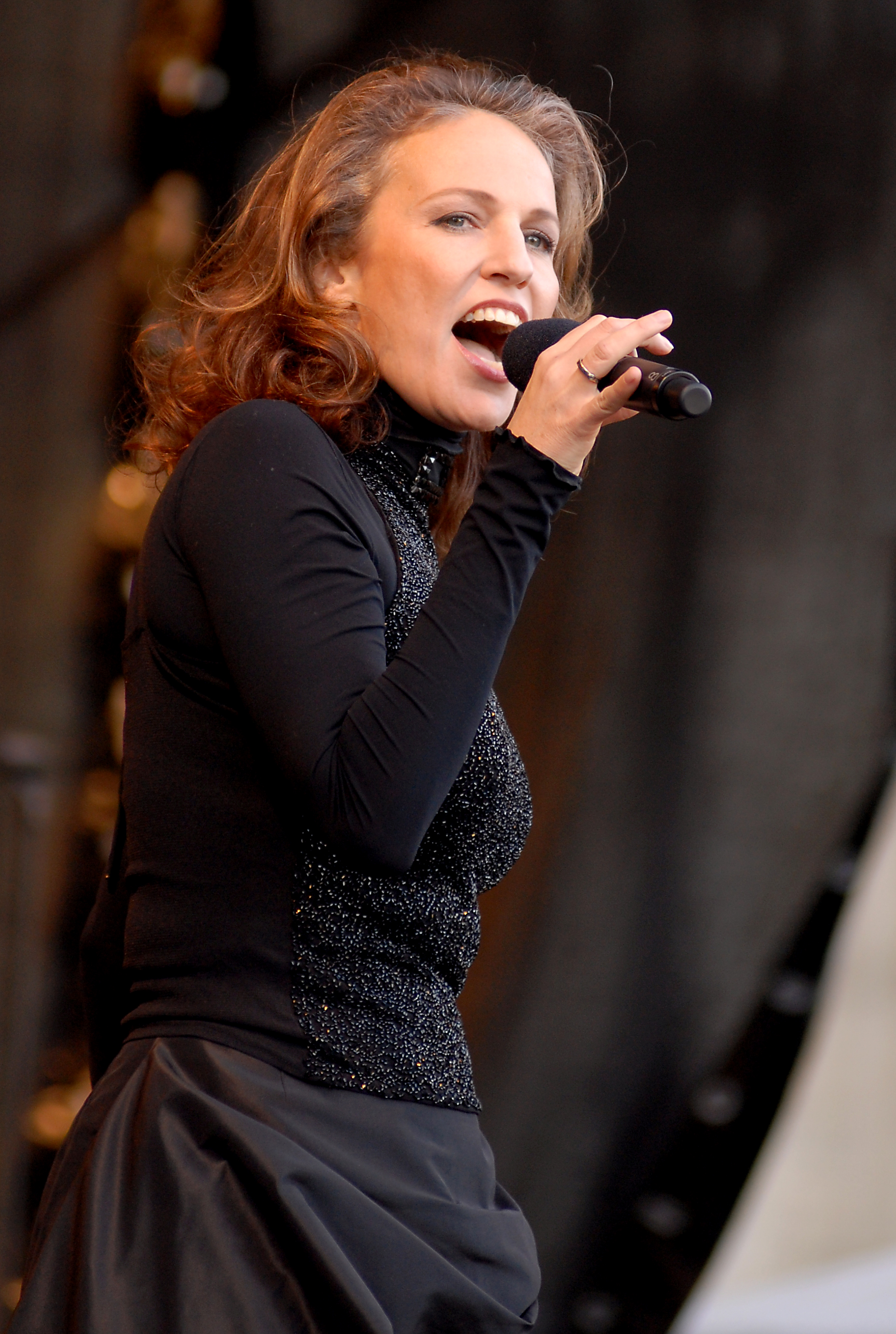
Susan Rigvava-Dumas, Oktober 2006

Susan Rigvava-Dumas (* 31. Dezember 1966 in Enschede, Niederlande) ist eine niederländische Musicaldarstellerin und Opernsängerin (Mezzosopran) in Oper und Operette.

## Karriere

### Als Schauspielerin
Susan Rigvava-Dumas studierte Schauspiel in Maastricht und Gesang an der Hochschule für Musik in München sowie am Salzburger Mozarteum. Noch während ihrer Ausbildung wurde sie für verschiedene Rollen engagiert. So spielte sie die Fremde Fürstin in einer Aufführung von Dvořáks Rusalka und wirkte sowohl in einer Version von Die Fledermaus als auch von Figaros Hochzeit mit.

### Als Musicaldarstellerin
Aufgrund ihres Interesses an den verschiedensten Musikrichtungen versuchte sie sich auch als Musicaldarstellerin und hatte auch als solche bald Erfolg. So verkörperte sie die Madame Giry in der Stuttgarter Aufführung von Das Phantom der Oper. Dort war sie auch als Erzherzogin Sophie in einer Produktion von Elisabeth zu sehen.
Ab 2006 arbeitete Rigvava-Dumas am Wiener Raimundtheater. Dort spielte sie von der Uraufführung bis 2007 in Rebecca die Mrs. Danvers neben Uwe Kröger und Wietske van Tongeren. Das Musical von Sylvester Levay und Michael Kunze nach dem Roman von Daphne du Maurier wurde nach einer Pause 2008 von September bis Dezember 2008 mit den ursprünglichen Darstellern aufgeführt.
Zwischen Januar und Juli 2008 wurde an dem Theater eine Produktion des Queen-Musicals We Will Rock You gespielt, in dem sie als Killer Queen mitwirkte.
Im Frühjahr 2013 gastiert sie im Stadttheater Klagenfurt statt der erkrankten Dagmar Koller an der Seite von Harald Serafin in Andrew Lloyd Webbers Erfolgs-Musical Sunset Boulevard.
2014 spielte sie im Staatstheater Kassel die Lucy Harris in Jekyll & Hyde und 2015–2016 die Lilli Vanessi in Kiss Me, Kate.

### Als Musikerin
Neben der Arbeit als Darstellerin ist sie auch als Interpretin von klassischer und zeitgenössischer Musik erfolgreich. In Moskau gab sie Konzerte mit Werken von Rachmaninow und Tschaikowski. Sie trat außerdem mit Auszügen aus Porgy and Bess sowie Jazzstücken von Samuel Barber und Leonard Bernstein auf. Seit Dezember 2007 gastiert sie regelmäßig mit Heinz Czadeks Mini-Bigband Project Two im Wiener Jazzland. Mit der Band trat Susan Rigvava-Dumas auch in einigen anderen österreichischen Bars und Clubs auf und spielte auf Musikfestivals.

## Auszeichnungen
Für ihre Arbeit wurde Susan Rigvava-Dumas im Jahr 1990 mit dem Internationalen Dvořák-Preis geehrt. Außerdem wurde ihre Aufnahme 1996 in Frankreich als beste Jazz-CD ausgezeichnet.

## Diskografie
- 2002: Elmau Stride Project – mit Bernd Lhotzky und Louis Mazetier
- 2006: Rebecca (Cast Album)
- 2006: Rebecca – Gesamtaufnahme
- 2007: Musical Forever – Das Beste aus zwanzig Jahren Musical[7]

## Engagements

### Als Darstellerin
- 1990: Enschede, Vestzaktheater, Zoete Liefdeswaan, Musical von G. Beumers
- 1991: Antwerpen, Konzertsaal De Munt, Gräfin in Figaros Hochzeit von Wolfgang Amadeus Mozart mit dem Belgischen Kammerorchester
- 1991: Enschede, Musikzentrum, Petite Messe solennelle von Gioachino Rossini (Solosopran)
- 1991/92: Leiden, Kathedrale St. Peter, Messias von Georg Friedrich Händel (Solosopran)
- 1992: Isny, Opernfestival, Die fremde Fürstin in Rusalka von Antonín Dvořák
- 1993: Isny, Opernfestival, Rosalinde in Die Fledermaus von Johann Strauss
- 1995: Linz, Brucknerhaus, Ars Electronica, Cyber-Oper von Peter Weibel mit den Wesendonck-Liedern von Richard Wagner
- 1997: Gießen, Stadttheater, Rosalinde in Die Fledermaus von Johann Strauss
- 1997/98: Stuttgart, Altes Schauspielhaus Stuttgart, Iduna in Das Feuerwerk von Paul Burkhard
- 1999: München, Komödie, Iduna in Das Feuerwerk von Paul Burkhard
- 2001/02: München, Pasinger Fabrik, Jeane in The Telephone von Gian Carlo Menotti
- 2002: München, Pasinger Fabrik, sind das deine Beine oder meine oder …, Musical von D. Wilgenbus
- 2002–2004: Stuttgart, Madame Giry in Das Phantom der Oper.[8]
- 2005: Stuttgart, Erzherzogin Sophie in Elisabeth
- 2006–2007: Wien, Mrs. Danvers in Rebecca
- 2008: Wien: Walk in Cover/Killerqueen in We Will Rock You
- 2008: Wien: Mrs. Danvers in Rebecca (Wiederaufnahme)
- 2009: Jazztage Wien[9]
- 2013: Klagenfurt, Norma Desmond in Sunset Boulevard am Stadttheater Klagenfurt
- 2014: Kassel, Lucy Harris in Jekyll & Hyde am Staatstheater Kassel
- 2015–2016: Kassel, Lilli Vanessi in Kiss Me, Kate
- 2017: Klagenfurt, Rose in Gypsy am Stadttheater Klagenfurt
- 2019: Niederlande, Desirée Armfeldt in A Little Night Musik Nederlandse Reisopera
- 2020:-2022 Graz, Golde in Anatevka Oper Graz

### Konzerte
- 1990: Karlsbad, Preisträgerin des Internationalen Dvořák-Wettbewerbs mit anschließender Tournee
- 1991: Brüssel, Konzertsaal, Arien und Duette von Mozart mit dem Belgischen Kammerorchester
- 1993/94: Moskau, Tschaikowski-Hall, Solokonzerte mit dem Ossipov-Orchester
- 1994: Moskau, House of Composers, Festival für Zeitgenössische Musik, Konzert mit Werken von Wilhelm Killmayer und Dieter Schnebel.
- 1995: München, Prinzregententheater. Carl Orff-Nacht mit Werken von Carl Orff, Günter Bialas und John Cage.
- 1996: Paris, L’Attitude St-Germain, Solo-Jazzkonzert mit Bernd Lhotzky und Lois Mazetier.
- 1996/97: München, Lustspielhaus, Konzert mit Werken von George Gershwin und Cole Porter.
- 1999/2001: Süddeutschland und Bodensee-Bereich, Zahlreiche Konzerte (Pop, Rock, Jazz).
- 2007–2016: Heinz Czadeks „Project Two“ feat. Susan Rigvava-Dumas[10]
- 2008: Donauinselfest[11]